# Comitato parlamentare per la sicurezza della Repubblica
Il Comitato parlamentare per la sicurezza della Repubblica (COPASIR) è un organo del Parlamento della Repubblica Italiana che esercita il controllo parlamentare sull'operato dei servizi segreti italiani. Nato nel 2007 in sostituzione del Comitato parlamentare di controllo sui servizi segreti (COPACO). La sede si trova a Roma, nel Palazzo San Macuto.
Le sue funzioni di vigilanza sono disciplinate dalla legge 3 agosto 2007, n. 124, in particolare dall'articolo 31. Il successivo articolo 32 ne descrive le funzioni consultive.

## Storia
Dalla fine della seconda guerra mondiale, l'intelligence è stata riorganizzata più volte, con l'intento di migliorarne il funzionamento soprattutto in relazione alle garanzie democratiche, ma solo nel 1977 fu istituzionalizzato il controllo parlamentare attraverso un apposito comitato.
Il Comitato rappresenta l'ultimo di una serie di organismi di coordinamento e di controllo degli apparati di intelligence.
- Con la legge n. 801 del 24 ottobre 1977 furono creati il CESIS (Comitato esecutivo per i servizi di informazione e sicurezza), con ruolo di coordinatore tra i servizi, civile e militare, e la Presidenza del Consiglio dei ministri e il COPACO (Comitato parlamentare di controllo sui servizi segreti) con ruolo di alto controllo dell'attività degli organismi di sicurezza.
- Con la legge n. 124 del 3 agosto 2007, in osservanza della nuova riforma degli organismi di sicurezza italiani, il CESIS è stato sostituito dal DIS, Dipartimento delle Informazioni per la Sicurezza della Presidenza del Consiglio, mentre il COPACO fu trasformato nel COPASIR (con nuove ulteriori funzioni di controllo e supervisione).

## Funzioni
Il Comitato, in estrema sintesi, ha i seguenti poteri:
- verifica in modo sistematico e continuativo che l'attività del Sistema di informazione per la sicurezza della Repubblica si svolga nel rispetto della Costituzione e delle leggi;
- può acquisire documenti e informazioni sia dal Sistema di informazione per la sicurezza della Repubblica o altri organi della Pubblica Amministrazione, sia dell'Autorità giudiziaria o altri organi inquirenti in deroga al segreto istruttorio;
- esprime un parere preventivo non vincolante sugli schemi dei regolamenti di attuazione della legge di riforma dei servizi di sicurezza;
- riceve dalla Presidenza del Consiglio dei ministri la relazione semestrale sull'attività di AISE e AISI, contenente un'analisi della situazione e dei pericoli per la sicurezza, oltre ad altre informazioni rilevanti tra cui l'indicazione delle ragioni essenziali alla base di misure di apposizione del segreto di Stato.[2]

## Presidenti
| Presidente | Presidente | Presidente | Presidente               | Partito                  | Mandato         | Mandato          | Leg.  |
| Presidente | Presidente | Presidente | Presidente               | Partito                  | Inizio          | Fine             | Leg.  |
| ---------- | ---------- | ---------- | ------------------------ | ------------------------ | --------------- | ---------------- | ----- |
| 1          |            |            | Claudio Scajola (1948)   | Forza Italia             | 1º agosto 2007  | 29 aprile 2008   | XV    |
| 2          |            |            | Francesco Rutelli (1954) | Partito Democratico      | 22 maggio 2008  | 12 novembre 2009 | XVI   |
| 3          |            |            | Massimo D'Alema (1949)   | Partito Democratico      | 26 gennaio 2010 | 15 marzo 2013    | XVI   |
| 4          |            |            | Giacomo Stucchi (1969)   | Lega Nord                | 6 giugno 2013   | 22 marzo 2018    | XVII  |
| 5          |            |            | Lorenzo Guerini (1966)   | Partito Democratico      | 18 luglio 2018  | 4 settembre 2019 | XVIII |
| 6          |            |            | Raffaele Volpi (1960)    | Lega per Salvini Premier | 9 ottobre 2019  | 20 maggio 2021   | XVIII |
| 7          |            |            | Adolfo Urso (1957)       | Fratelli d'Italia        | 9 giugno 2021   | 12 ottobre 2022  | XVIII |
| (5)        |            |            | Lorenzo Guerini (1966)   | Partito Democratico      | 6 dicembre 2022 | in carica        | XIX   |

## Composizione nella XIX legislatura (2022 - in corso)
Il Presidente del Comitato viene eletto tra i componenti appartenenti ai gruppi parlamentari dell'opposizione, per precisa disposizione di legge. È composto di cinque deputati e altrettanti senatori, nominati dal Presidente del Senato e dal Presidente della Camera, in modo da rappresentare proporzionalmente le principali forze politiche che li compongono.
Attualmente il Comitato è così composto:
| Membro e gruppo parlamentare | Membro e gruppo parlamentare | Membro e gruppo parlamentare | Ruolo          | Camera d'appartenenza   | In carica dal    |
| ---------------------------- | ---------------------------- | ---------------------------- | -------------- | ----------------------- | ---------------- |
|                              | Lorenzo Guerini              | PD-IDP                       | Presidente     | Camera dei deputati     | 21 novembre 2022 |
|                              | Giovanni Donzelli            | FDI                          | Vicepresidente | Camera dei deputati     | 21 novembre 2022 |
|                              | Ettore Rosato                | Az-PER-RE                    | Segretario     | Camera dei deputati     | 21 novembre 2022 |
|                              | Marco Pellegrini             | M5S                          | Membro         | Camera dei deputati     | 21 novembre 2022 |
|                              | Angelo Rossi                 | FDI                          | Membro         | Camera dei deputati     | 21 novembre 2022 |
|                              | Andrea Augello               | FDI                          | Membro         | Senato della Repubblica | 17 novembre 2022 |
|                              | Claudio Borghi               | LSP-Psd'Az                   | Membro         | Senato della Repubblica | 17 novembre 2022 |
|                              | Enrico Borghi                | IV-C-RE                      | Membro         | Senato della Repubblica | 17 novembre 2022 |
|                              | Licia Ronzulli               | FIBP-PPE                     | Membro         | Senato della Repubblica | 17 novembre 2022 |
|                              | Roberto Scarpinato           | M5S                          | Membro         | Senato della Repubblica | 17 novembre 2022 |